# Idiops munois
Idiops munois är en spindelart som beskrevs av Roewer 1953. Idiops munois ingår i släktet Idiops och familjen Idiopidae.
Artens utbredningsområde är Kongo. Inga underarter finns listade i Catalogue of Life.